# Stoneley Point
Der Stoneley Point ist eine felsige Landspitze an der Nordwestküste der westantarktischen James-Ross-Insel. Sie liegt 6 km westlich der Brandy Bay und markiert die nordöstliche Begrenzung der Einfahrt vom Prinz-Gustav-Kanal in die Whisky Bay.
Das UK Antarctic Place-Names Committee benannte sie am 4. September 1957 nach Robert Stoneley (1929–2008), Geologe des Falkland Islands Dependencies Survey auf der Station in der Hope Bay im Jahr 1952.